# أتسوشي هيرانو
أتسوشي هيرانو (باليابانية: 平野 敦士) (مواليد 5 أبريل 1977)، هو لاعب كرة قدم سابق كان يلعب كلاعب وسط.